# Атанум (Вашингтон)
Атанум (англ. Ahtanum) — переписна місцевість (CDP) в США, в окрузі Якіма штату Вашингтон. Населення — 4046 осіб (2020).

## Географія
Атанум розташований за координатами 46°33′30″ пн. ш. 120°36′22″ зх. д. / 46.55833° пн. ш. 120.60611° зх. д. (46.558355, -120.606161).  За даними Бюро перепису населення США в 2010 році переписна місцевість мала площу 20,26 км², уся площа — суходіл. В 2017 році площа становила 18,52 км², уся площа — суходіл.

## Демографія
Згідно з переписом 2010 року, у переписній місцевості мешкала 3601 особа в 1331 домогосподарстві у складі 1016 родин. Густота населення становила 178 осіб/км².  Було 1383 помешкання (68/км²).
Расовий склад населення:
| - 88,1 % — білих - 1,3 % — корінних американців - 0,6 % — азіатів - 0,2 % — чорних або афроамериканців - 0,1 % — вихідців з тихоокеанських островів - 6,4 % — осіб інших рас |

До двох чи більше рас належало 3,2 %. Частка іспаномовних становила 14,1 % від усіх жителів.
За віковим діапазоном населення розподілялося таким чином: 25,1 % — особи молодші 18 років, 60,0 % — особи у віці 18—64 років, 14,9 % — особи у віці 65 років та старші. Медіана віку мешканця становила 41,1 року. На 100 осіб жіночої статі у переписній місцевості припадало 101,2 чоловіків;  на 100 жінок у віці від 18 років та старших — 99,7 чоловіків також старших 18 років.
Середній дохід на одне домашнє господарство  становив 69 978 доларів США (медіана — 50 197), а середній дохід на одну сім'ю — 74 854 долари (медіана — 51 217). За межею бідності перебувало 11,2 % осіб, у тому числі 16,7 % дітей у віці до 18 років та 0,0 % осіб у віці 65 років та старших.
Цивільне працевлаштоване населення становило 1585 осіб. Основні галузі зайнятості: освіта, охорона здоров'я та соціальна допомога — 20,3 %, будівництво — 14,0 %, виробництво — 10,6 %, мистецтво, розваги та відпочинок — 10,5 %.